# Joachim Teege
Joachim Teege (né à Spremberg le 30 novembre 1925, mort à Munich le 19 ou le 20 novembre 1969) est un acteur et artiste de cabaret allemand.

## Carrière
Joachim Teege fait ses débuts à la radio durant la Seconde Guerre mondiale. Prisonnier allemand au Royaume-Uni, il est invité par la BBC à animer une émission destinée aux prisonniers de guerre allemands (Home Service, German Prisoners Program) où il est auteur et speaker de 1945 à 1946.
De retour en Allemagne, il travaille, en 1947, comme assistant de régie à NWDR de Cologne. Il se forme aux pratiques théâtrales à l'école d'art dramatique du Berlin Hebbel-Theater (de) et fait ses débuts au théâtre am Waldsee dans Le Conte d'hiver où il tient le rôle du jeune berger.
À partir de cette date, il enchaine les contrats à Berlin : au Renaissance-Theater de 1947 à 1950, au Berliner Ensemble en 1948 et 1950, au Jugentheater (1949), au Theater am Kurfürstendamm (1949), Volksbühne Berlin (1949). Il co-fonde avec Rolf Urich (de), Alexander Welbat (de) et Klaus Becker (de) le cabaret Die Stachelschweine (de) en 1949.
Après une tournée à Vienne avec le Berliner Ensemble, il travaille  de 1953 à 1956 pour le  théâtre municipal (de) de Francfort-sur-le-Main et le Staatstheater am Gärtnerplatz de Munich. Il est membre de l'association allemande des artistes de théâtre (GDBA (de)) depuis 1953. Il participe régulièrement de 1959 à 1964 au Festival de la Ruhr (de) de Recklinghausen. De 1960 à 1964, à l'exception d'un tournée à Santiago du Chili de 1961-1962, il se produit principalement sur les scènes munichoises.
Parallèlement à sa carrière théâtrale il est directeur du département des pièces radiophoniques à NWDR  et à la RIAS à Berlin  (Topaze de Marcel Pagnol, Le Revizor de Nicolas Gogol, Ein Denkmal wird entschleiert d'Hermann Stahl,... )
Il poursuit également une carrière comme acteur de cinéma (Die lustigen Weiber von Windsor (de), Hokuspokus (1953)... Le Grand Départ vers la Lune (1967) , Comment séduire un play-boy en l'an 2000 et de télévision.

## Filmographie partielle
- 1955 : Mère Courage (Mutter Courage und ihre Kinder) de Wolfgang Staudte : Schweizerkas (de) (long métrage inabouti)
- 1961 : Le Miracle du père Malachias (Das Wunder des Malachias) de Bernhard Wicki
- 1966 : Comment séduire un play-boy en l'an 2000 (Bel Ami 2000 oder Wie verführt man einen Playboy?) de Michael Pfleghar
- 1967 : La Chair et le Fouet (Das Rasthaus der grausamen Puppen) de Rolf Olsen